# Pombeiros
Pombeiros waren Afrikaanse en soms mulattische tussenpersonen die in het binnenland van Afrika slaven aankochten namens de Portugese kroon of particuliere Portugese handelaars voor de Trans-Atlantische slavenhandel. De term pombeiro is afgeleid van Pumbe, een markt in de buurt van de Pool Malebo.
De Portugese kroon wilde doorgaans niet dat Portugese slavenhandelaren zelf het binnenland introkken. Zij moesten in de kustkolonies Benguela en Luanda blijven, terwijl de lokale pombeiros karavanen naar het binnenland leidden om daar slaven te kopen. Tijdens hun expedities verbleven zij in versterkte handelsplaatsen, feiras genaamd, waar Afrikaanse handelaren van ver buiten de grenzen samenkwamen om goederen, landbouwproducten en slaven te verhandelen.
Volgens een verslag uit 1700 trokken pombeiros eropuit met hun eigen slaven, die op hun beurt ook weer slaven onder zich hadden om als dragers te dienen. Zo'n slavenexpeditie kon wel een jaar duren en tussen de vierhonderd en zeshonderd slaven opleveren.
De meest afgelegen feira vanaf de kust bevond zich in Kasanje, dat rond 1620 werd gesticht door de Imbangala, en pombeiros gingen zelden verder dan dat. Via hen had Portugal indirect contact met koninkrijken voorbij het Koninkrijk Kongo, zoals Lunda en Kazembe. Slaven uit Kazembe werden verkocht aan de Lunda, die hen doorgaven aan de Imbangala, die ze vervolgens naar de pombeiros in Kasanje brachten. Op die manier kwam het menselijk kapitaal van Kazembe uiteindelijk aan de Atlantische Oceaan terecht, terwijl het ivoor van het koninkrijk oostwaarts werd verhandeld via de Portugese feira in Tete, bestemd voor de handel met de Indische Oceaan.
In 1806 ondernamen twee pombeiros, Pedro João Baptista en Amaro José, een uitzonderlijke reis van Luanda naar Tete en terug — een tocht die meer dan vier jaar in beslag nam.